# فرع حيوي

يُعتقد عموماً أن الزواحف والطيور يشكّلون مجموعة مشتركة الأصل.

الفرع الحيوي أو القبيل أو الكلاد أو مجموعة وحيدة الأصل أو شعبة كاملة (بالإنجليزية: Clade)‏ هي زمرة تصنيفية (كما في حالة تصنيف الأحياء) تتألف من سلف مشترك وحيد وكل ما يتفرع عنه من نسل . كل مجموعة أو زمرة من هذا الشكل تعتبر زمرة وحيدة العرق، ويمكن أن تمثل عن طريق علم تطور السلالات في شجرة تطور السلالات، أو ببساطة عن طريق مرجع تصنيفي.
إذا ثبت أن هذا الفرع الحيوي ثابت في التحليلات التصنيفية التفرعية المعدلة باستخدام مجموعات بيانات مختلفة، يمكن أن يدمج مع النظام التصنيفي ويصبح عندها أصنوفة رسمية. ليست جميع الأصنوفات تعتبر كلاديات أو فروع حيوية. مثلا، الزواحف هي زمرة شبه عرقية لأنها لا تتضمن الطيور معها مع أن أصلهم واحد كما يعتقد (تطوروا من أصل مشترك واحد).
في علم التصنيف التفرعي، يدعى الفرع الحيوي الموجوة ضمن فرعي حيوي أكثر شمولاً بأنه «متضمن» "nested" ضمن الفرع الحيوي الأوسع. تحليل الفروع الحيوية المتضمنة nested clade analysis مفيد بطرق عديدة. فهي تمكن من التثبت من توسيع مجال في العديد من المناطق الجغرافية المعزولة.
قد يكون السلف المشترك فردًا أو مجموعة أو نوعًا حيويًّا (منقرضًا أو حيًّا) وصولًا إلى المملكة الحيويّة. تتداخل الفروع لأن كل فرع ينقسم إلى تفريعات أصغر. تعكس تلك التفرُّعات التاريخ التطوريّ حيث انقسمت المجموعات وتطورت بصورة مستقلة. تُسمى الفروع الحيويّة بأحاديّة العرق.
خلال العقود الأخيرة، أحدثت مقاربة الفرع الحيويّ ثورة في التصنيف البيولوجيّ وأظهرت العلاقات التطوريّة المثيرة بين الكائنات. يحاول علماء التصنيف بصورة متزايدة تجنُّب اسم الأصنوفة التي ليست بفرع حيويّ؛ أي الأصنوفة غير أحاديّة العرق. أظهرت العلاقات بين الكائنات اعتمادًا على التصنيف الفرعيّ بالبيولوجيا الجزيئيّة أن الفطريات أقرب إلى الحيوانات منها إلى النباتات، وأن العتانق مختلفة عن البكتيريا وأن الكائنات متعددة الخلايا تطورت من العتانق.

## الجذر اللغويّ
صاغ مصطلح «الفرع الحيويّ» عالم البيولوجيا جوليان هكسلي في 1957 للإشارة إلى نتائج التفرُّع الحيويّ، وهو مفهوم استعاره هكسلي من برنهارد رينش.
تُعتبر العديد من المجموعات مثل القوارض والحشرات فروعًا حيويّة؛ لأنها تتكون من سلف مشترك واحد وله أفرع وذرية منحدرة منه. القوارض على سبيل المثال، فرع من الثديّيات انفصل بعد نهاية العصر الذي توقفت فيه الديناصورات عن أن تكون الفقاريات المهيمنة بريًّا منذ 66 مليون سنة. وبالتالي تكون المجموعة الأصليّة وخلفاؤها فروع حيويّة. يتوافق فرع القوارض مع رتبة القوارض، والحشرات مع طائفة الحشرات. تشمل تلك الفروع فروعًا أصغر، مثل النمل والصيدناني، ويتكوَّن كلٌ منهما من فروع أصغر. يُتضمَّن فرع «القوارض» ضمن الثديّيات والفقاريات وفرع الحيوانات.

## تاريخ التسميّة والتصنيف
لم توجد فكرة الفرع الحيويّ في التصنيف اللينيوسي ما قبل الداروينيّ، الذي كان مبنيًّا على التشابهات المورفولوجيّة الخارجيّة والداخليّة فقط بين الكائنات. تُشكِّل المجموعات الحيوانيّة المعروفة في نظام التصنيف اللينيوسي في كتابه نظام الطبيعة (بالتحديد بين مجموعات الفقاريات) فروعًا حيويّة. تُعتبر ظاهرة التطور التقاربيّ مسئولة عن الكثير من الحالات التي يوجد بها تشابهات مضللة في مورفولوجي المجموعات التي تطورت من أنساب مختلفة.
وبزيادة الوعي في النصف الأول من القرن التاسع عشر، أن الأنواع تغيرت وانفصلت بمرور الزمن، تزايدت النظرة إلى التصنيف كفروع على الشجرة التطوريّة للحياة. كان نشر داروين لنظرية التطور في 1859 مساهمًا في زيادة ثقل تلك الرؤية. اقترح توماس هنري هكسلي، المؤيد لنظرية التطور، مراجعة التصنيف بناءً على الفروع. على سبيل المثال، جمَّع هكسلي الطيور مع الزواحف، بناءً على الدليل الحفريّ.
يُعتبر عالم الأحياء الألمانيّ إميل هانس ويلي هينغ (1913 – 1976) مؤسس التصنيف التفرعي. فقد اقترح نظامًا للتصنيف يُمثِّل التفرُّع المتكرر لشجرة العائلة، على عكس النظام السابق، الذي وضع الكائنات في «سُلَّم»، وافتراض أن هناك كائنات «أرقى» في الصدارة.
عمل علماء التصنيف بصورة متزايدة لتكوين نظام تصنيف يُعبِّر عن التطور. لكن عندما يأتي وقت التسمية، لا يتوافق هذا المبدأ مع التسميّة التقليديّة بالمرتبة. ففي الأخيرة، لا يمكن تسمية سوى الأصنوفات المرتبطة بمرتبة، وبالتالي لا يوجد مراتب كافية لتسمية سلسلة طويلة من الفروع المتداخلة. لهذا السبب وغيره، تطورت التسمية حسب تطور السلالات، ولازالت محل جدل.

## التعريفات
الفرع الحيويّ هو مجموعة أحاديّة النمط الخلويّ، أي التي تحتوي على سلف واحد (سواءً كان كائنًا أو مجموعة أو نوعًا) بالإضافة لجميع ذريته. يمكن أن يكون السلف معروفًا أو مجهولًا، ويمكن أن يكون إحدى أفراد الفرع أو كلهم منقرضين أو أحياء.

## الفروع والأشجار الفيلوجينيّة
يُسمى العلم الذي يحاول إعادة بناء الشجرة الفيلوجينيّة واكتشاف الفروع الحيويّة باسم علم الوراثة العرقي/الفيلوجيني أو التصنيف الفرعيّ، حيث صاغ المصطلح الأخير إرنست ماير 1965، مشتقًا من فرع Clade. كانت نتيجة التحليل التصنيفيّ الفرعيّ رسومًا على شكل الشجرة تُعرف باسم مخطط النسل، لكن تبقى هي وفروعها فرضيات فيلوجينيّة.

## الاصطلاح
يمكن وصف العلاقة بين الفروع الحيويّة بعدة طرائق:
- يوصف الفرع المتواجد داخل فرع آخر بـ«المتداخل» خلال الفرع. في هذا الرسم يتضح أن فرع القردة العليا؛ القردة والإنسان تتداخل في فرع الرئيسات.
- يكون فرعان شقيقين إذا كان لهما سلف مشترك فوريّ. في الرسم، يكون كل من حيوان الليمور واللوريس فرعين شقيقين، بينما لا يكون الإنسان والأبخص كذلك.
- يكون الفرع [أ] قاعديًّا للفرع [ب] إذا كان [أ] يتفرَّع خارج النسب مؤديًّا إلى [ب] قبل أن يؤدي أول فرع إلى أعضاء [ب]. في الرسم تكون الهباريات، التي تشمل الليمور واللوريس، قاعديّة بالنسبة إلى القردة العليا التي تشمل القرود والإنسان. يستخدم بعض المؤلفين هذا المصطلح بصورة مختلفة، مستخدمين إياه بمعنى «أكثر بدائيّة» أو أقل ثراءً في الأنواع من الفرع الشقيق، بينما يظن البعض أن هذا الاستخدام خاطئ.[4]

## في الثقافة الشعبيّة
الفرع هو عنوان رواية كتبها جيمس برادلي، حيث اختار هذا الاسم بسبب الدلالة البيولوجيّة وكذلك بسبب الدلالات الأوسع للكلمة.
سُميت حلقة من مسلسل «الإبتدائية» بعنوان «الفرع الميت المُتحرِّك» وعرض حالة حفريّة نادرة.